# Angie Savage
Pour les articles homonymes, voir Savage.
Angie Savage, née le 12 novembre 1981 à Santa Cruz en Californie, est une actrice pornographique américaine.

## Biographie
Angie Savage a commencé sa carrière d'actrice pornograhique en 2005 et est, depuis, apparue dans plus de 70 films. Elle tourne également des films softcores mais toujours dans des scènes lesbiennes.
L'actrice pornographique américaine Caressa Savage porte le même nom.

## Récompenses
- 2008 : AVN Award - Best All-Girl Sex Scene pour une scène du film Babysitters (avec Lexxi Tyler, Sophia Santi, Alektra Blue et Sammie Rhodes)[4]

## Filmographie sélective

### Films érotiques
- 2006 : Destiny's Dirty Diary
- 2007 : Roller Booty
- 2009-2010 : Hot and Mean (série télévisée)
- 2011 : Sexy Wives Sindrome (téléfilm) : Lucy
- 2011 : Busty Coeds vs. Lusty Cheerleaders (téléfilm) : Angie
- 2011 : Piranhaconda (téléfilm) : Debbie
- 2012 : Booty Hunter : Joanie
- 2013 : LearningTown (série télévisée) : l'actrice sexy
- 2013 : Monster of the Nudist Colony (téléfilm) : Lucy
- 2013 : Hypnotika (téléfilm)

### Films pornographiques
- 2005 : Her First Lesbian Sex 3
- 2006 : Girlvana 2
- 2007 : Toys and Strap-Ons
- 2008 : No Man's Land 44: Lipstick Lesbians
- 2009 : Lesbian Teen Hunter 2
- 2010 : No Man's Land: MILF Edition 4
- 2011 : Dirty Wet Girls
- 2012 : Pussy Lickin Lesbians 3
- 2013 : Bad Girls Have Tattoos
- 2014 : Blonde on Blonde
- 2016 : Tramp Camp
- 2017 : Throat Party